# Laverda 1000 Jota
La Laverda 1000 Jota è una motocicletta prodotta dalla casa motociclistica italiana Moto Laverda dal 1976 al 1981 sulla base della precedente Laverda 3C. 

## Descrizione e storia
Il suo motore tricilindrico da 981 cm³ erogava una potenza di 90 CV che permetteva di raggiungere una velocità di oltre 225 km/h. Grazie al kit da corsa montato di serie, è stata la moto omologabile più veloce del mondo dal 1976 al 1977.
Originariamente, il motore impiegava un albero a gomiti con 180° di angolo tra le manovelle e con ordine di scoppio a partire dal lato destro. Nel 1981 è stato introdotto un sistema di accensione elettronica con ordine di scoppio a partire dal lato sinistro e, nel 1982, la fasatura dell'albero a gomito è stata portata a 120°.
Le prime Jota avevano un alternatore Bosch da 123 e successivamente da 140 Watt, che erano appena sufficienti per mantenere il minimo con le luci accese. La serie 2 con albero a 180° e a 120° aveva un alternatore Nippon Denso più potente da 260 Watt. In Australia, Regno Unito e Sudafrica la Jota aveva una distribuzione con alberi a camme ad alto profilo, un maggior rapporto di compressione e scarichi più aperti. In alcuni paesi europei (Francia e Svizzera) la Jota era distribuita in una configurazione più moderata (camme più piccole serie A12, rapporto di compressione inferiore, valvole più piccole e scarichi meno aperti).

## La versione 1200 America
La Jota 1200 America è una versione specifica per il mercato statunitense creata nel 1978 per poter rientrare nelle locali norme antiinquinamento, pur mantenendo le medesime prestazioni della moto originaria: l'aumento di cilindrata di 135 cm³ (per un totale di 1116 cm³) era ottenuto grazie all'incremento di 5 mm dell'alesaggio dei cilindri, che compensava la drastica riduzione del rapporto di compressione da 10:1 a 8:1.